# Estación de Almería
La estación de ferrocarril de Almería es la estación primigenia que llevaba el ferrocarril a la ciudad de Almería. Se ubica en el kilómetro 250,6 de la línea Guadix-Almería.

## Historia
Los terrenos para la construcción de esta estación fueron adquiridos en 1880, pero el concurso para la construcción de la línea quedó desierto en tres ocasiones, dada la dudosa rentabilidad del proyecto, inicialmente ideado para dar salida al mineral procedente de las minas de Sierra Morena. A pesar de que la línea la antigua estación de ferrocarril comienza a construirse por la Compañía de los Caminos de Hierro del Sur de España en 1890 y es finalizada en 1893, su inauguración se produce dos años más tarde, el 25 de julio de 1895, a la vez que el conjunto de la línea Guadix-Almería. Es una muestra perfecta de la arquitectura del hierro y del cristal. Su interior lo preside un reloj manufacturado por Paul Garnier. A pesar de su propósito primigenio, también se usó poco después para otras mercancías e incluso transporte de viajeros, al ser la ruta más rápida para alcanzar el interior peninsular desde la ciudad.
Durante la Guerra Civil, en un bombardeo de los nazis en 1937 y en represalia tras el denominado incidente del "Deutschland" (en el cual unos bombarderos "Katiuskas" de las Fuerzas Aéreas de la República Española (FARE) atacaron al acorazado alemán Deutschland que estaba fondeado en el antepuerto de Ibiza), la vidriera frontal, el reloj anteriormente mencionado y la balaustrada de hierro que coronaba la construcción fueron destruidos, no por golpes directos, sino por proyectiles que cayeron sobre las vías adyacentes. También durante la contienda se acometió la construcción de sendos refugios antiaéreos, uno directamente bajo los andenes con una capacidad de 269 ocupantes y otro en la zona de los talleres para 86 personas. Esta balaustrada se sustituyó en los años 1970 por otra de ladrillo que incluía escudos de las poblaciones de Úbeda, Linares, Granada y Guadix. Esta fue retirada durante los trabajos de rehabilitación de la estación en 2017 y que será sustituida por otra más similar a la original. Hacia el 30 de mayo de 1984 se construyó un puente peatonal sobre la playa de vías que permitiera acortar el trayecto entre la estación y los barrios de costa, que fue popularmente conocido como el puente rojo. Durante la reforma de 1988-1991 se descubrió la entrada de dos refugios antiaéreos construidos durante la contienda, y un espacio subterráneo con tres estancias, pero no es segura la relación entre ambos hallazgos.
Se incoó expediente para su declaración como Bien de Interés cultural en 1985. Aún no se ha culminado esta declaración. La terminal de mercancías cayó en desuso en los años 1990, cuando Correos abandonó las instalaciones al hacer el transporte por carretera.
La estación fue clausurada hacia 2000, al inaugurarse la Estación intermodal de Almería, localizada en unos terrenos contiguos que estaban anteriormente ocupados por los talleres de esta estación, y que da servicio también a autobuses.
Actualmente, se están realizando unos trabajos de restauración que permitirán dar a la ciudad un espacio para eventos culturales, musicales y hostelería. En el transcurso de dichas obras, el popular puente rojo se pintó en blanco aprovechando la ocasión. También se ha eliminado gran parte de la playa de vías que circundaba la estación y que daban continuidad hacia el Cable Inglés y el puerto, sustituyéndola por un parque urbano que acabó siendo muy criticado por su simplicidad, debido al encorsetamiento obligado por el contrato de cesión de Adif. Se ha propuesto que la titularidad del edificio pase a der del ayuntamiento de la ciudad, que sería quien decidiría el futuro uso de la estación; el propio alcalde ha propuesto que se utilice como hipotético museo del ferrocarril.
El 10 de julio de 2024, las instalaciones volvieron a estar operativas para la venta de billetes tras más de 20 años cerrada.

## Arquitectura

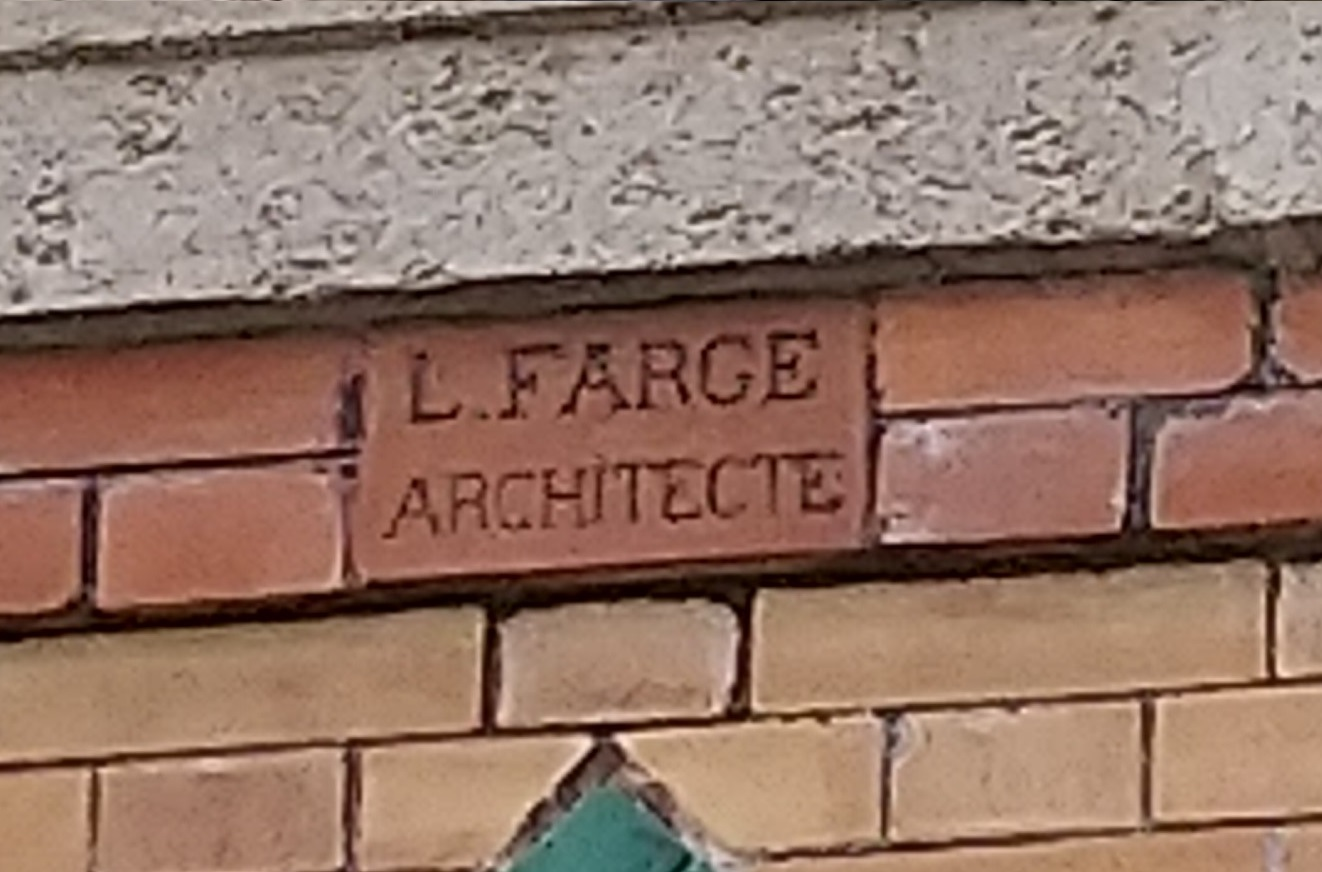
Ladrillo con el nombre del arquitecto. No existen muchos documentos que aclaren quien fue el arquitecto del edificio, que además suelen ser contradictorios. Se suele tomar este ladrillo como la firma del autor.

La más fiable información sobre el autor sostiene que fue diseñada por Laurent Farge, quien se encargó del proyecto de cálculo y montaje. El cuerpo central y algunas vidrieras fueron diseñados por la compañía francesa Fives-Lille. Su fachada principal es de dos cuerpos, siendo el central de hierro y cristal, materiales característicos de la arquitectura del hierro, muy en boga en Francia durante la época, delatando el origen del arquitecto y de la empresa constructora. Los cuerpos laterales son de ladrillo y piedra, cubierto con cerámica vidriada como decoración. El conjunto guarda un cierto parecido con la madrileña Estación de Delicias. Se construyó sobre una explanada a una altitud de 8,28 metros sobre el nivel del mar, teniendo en cuenta las posibles avenidas de aguas en ramblas y boqueras cercanas. A posteriori esto facilitaría la construcción del Cable Inglés, ya que la pendiente necesaria para alcanzar esta infraestructura se vería muy reducida en respecto a una estación ubicada a menor nivel.
La estación fue diseñada como una estación de tránsito y no terminal, dado que ya desde el principio se proyecto que el ferrocarril no sólo alcanzara el puerto, sino que continuara su trazado hacia el Poniente Almeriense y, en última instancia, hasta Málaga, a pesar de que nunca se llegaron a acometer obras de tal magnitud. Los murales del interior son obra de Luis Cañadas, y datan de 1990.